# The Crow: Wicked Prayer
The Crow: Wicked Prayer (bra: O Corvo: Vingança Maldita; prt: O Corvo: A Reencarnação) é um filme estadunidense de 2005, dos gêneros ação, fantasia e suspense, dirigido por Lance Mungia.

## Enredo
Desta vez, Jimy Cuervo, um jovem que é menosprezado em sua cidade planeja ir embora com a namorada. Ambos vêem seus planos interrompidos após serem assassinados pelos Quatro Cavaleiros do Apocalipse, um grupo satânico liderado por Luc Crash (David Boreanaz) e Lola Byrne (Tara Reid). Alimentado por um incontrolável desejo de vingança, Jimmy reencarna como "O Corvo" para dessa forma poder confrontar o grupo em uma batalha na qual somente um sairá vencedor. A história é baseada no livro de mesmo nome, escrito por Norman Partridge.

## Elenco
- Edward Furlong.... Jimmy Cuervo
- David Boreanaz.... Luc "Death" Crash
- Tara Reid.... Lola Byrne
- Marcus Chong.... War
- Tito Ortiz.... Famine
- Yuji Okumoto.... Pestilence
- Dennis Hopper.... El Niño
- Emmanuelle Chriqui....Lily Ignites The Dawn
- Danny Trejo.... Harold
- Tanner.... Sherife
- Rena Owen.... Esposa do Mecânico
- Macy Gray.... El Niño's guard / Carman